# クレール・ラコンブ
クレール・ラコンブ（Claire Lacombe、1765年3月4日 - 没年不明）はフランスの女優、革命家、政治活動家。ジャック・ルー、ジャン＝テオフィル・ルクレール、ジャン＝フランソワ・ヴァルレとともにフランス革命期のアンラジェ（過激派組織）の指導者とされ、ポーリーヌ・レオンらと女性約200人による結社「革命的共和主義女性協会」を結成した。

## 背景
クレール・ラコンブは1765年3月4日、パミエ（オクシタニー地域圏アリエージュ県）で商人ベルトラン・ラコンブとジャンヌ＝マリー・ゴーシェの間に生まれた。ジロンド派の研究でしばしば言及されるアルフォンス・ド・ラマルティーヌの『ジロンド派の歴史』(1847年) には、「田舎の劇団で生まれた」「母親不明の子」と書かれているが、歴史学者のレオポルド・ラクールは、ラコンブの出生証明書、その他の研究に基づいて、これは誤りであることを証明している。ラコンブはまた、通常「ローズ・ラコンブ」と呼ばれ、本名と混同されることがあるが、「ローズ」の由来についても不明である。1792年にパリに移り住むまでの活動についてはほとんど知られていないが、1790年から91年にかけては、リヨン、マルセイユ、トゥーロンなどの田舎の劇団で女優として活躍し、初演はリヨンで行われた『セミラミス』であったとされる。ラシーヌやコルネイユの悲劇の主役を演じる「美しく、初々しい」女優として人気があり、貴族の館や領地の屋敷に招待されることもあったが、通常は、貧しい庶民が屯す「居酒屋」に宿泊しながら「見世物小屋」のような劇場を転々とする「ドサ回り」の生活であった。

## フランス革命における活動

### 国民議会での演説
1789年7月14日のバスティーユ襲撃から3年が経った1792年にパリに移り住んだラコンブは、場末に宿を借り、パリ庶民の生活、生活必需品の欠乏や価格の高騰、劣悪な生活条件を目の当たりにした。立法議会やジャコバン・クラブに足を運び、同年7月25日には、全国三部会から離脱した第三身分（平民）を中心として形成された国民議会（憲法制定国民議会）で「フランス人女性、芸人、失業者」として、「（隷属に抗議した）古代ローマの女性の勇気と、暴君に対する憎しみをもって」、ネロやカリグラのような暴君・祖国の敵と戦うことが自分の義務であるとし、女性たちに、「子どもに自由への愛と暴君に対する憎しみを教え込むことで、母としての義務を果たすべきである」と訴えた。さらに国民議会に対しては、（共和政ローマを転覆しようとした）カティリナのような敵（共和派を弾圧したラファイエットを指す）を軍の指導者にしておくわけにはいかない、第三身分から指導者を選ぶべきであると主張した。国民議会議長はこれに応えて、「自由のための武装を訴える」ラコンブの「愛国心」を称えた。

### テュイルリー宮殿襲撃
革命勢力が立法議会に提出した国王廃止の請願書の期限切れの翌8月10日、サン・キュロットと連盟兵が蜂起してテュイルリー宮殿を襲撃。国王一家を捕えてタンプル塔に幽閉した。この8月10日事件にラコンブも武装して参加し、腕を撃たれたにもかかわらず、最後まで戦闘を続けた。彼女はこの武勲により、連盟兵から「市民の栄冠」と「国民の飾緒」および感状を受け、「この危機に際して勇敢さと愛国心を発揮した」立法議会こそが「市民の栄冠」に値するとして、これを議会に進呈した。
ラコンブは、1792年10月21日にフランス制圧下となったマインツ（翌93年3月17日にマインツ共和国成立）で主役を演じる話があり、「契約条件が非常に有利であったにもかかわらず」、これを断ってパリに留まった。

### アンラジェ
ラコンブはまもなく、ジロンド派の追放、統制経済、買占め・退蔵への厳罰、ブルジョア財産の没収などを求めて後にジャコバン派から分離した急進派・過激派アンラジェの指導者と付き合うようになった。革命家・ジャーナリストのジャン＝テオフィル・ルクレールは当時22歳で、すでにマルティニーク島のサトウキビ農場で働く黒人奴隷の現状を知り、彼らの蜂起に加わった経験をもつ。また、産業都市リヨンに派遣され、工場労働者や零細な職人の窮状を目の当たりにしていた。ラコンブとルクレールは1793年の春から生活を共にし、ルクレールはラコンブが「革命的共和主義女性協会」を立ち上げるのを手伝い、新聞に女性運動を支持する記事を発表した。

### 革命的共和主義女性協会
1793年5月13日付の『モニトゥール』（1789年創刊のフランス政府の機関紙『モニトゥール・ユニヴェルセル』）に、次の5月10日付囲み記事が掲載された。

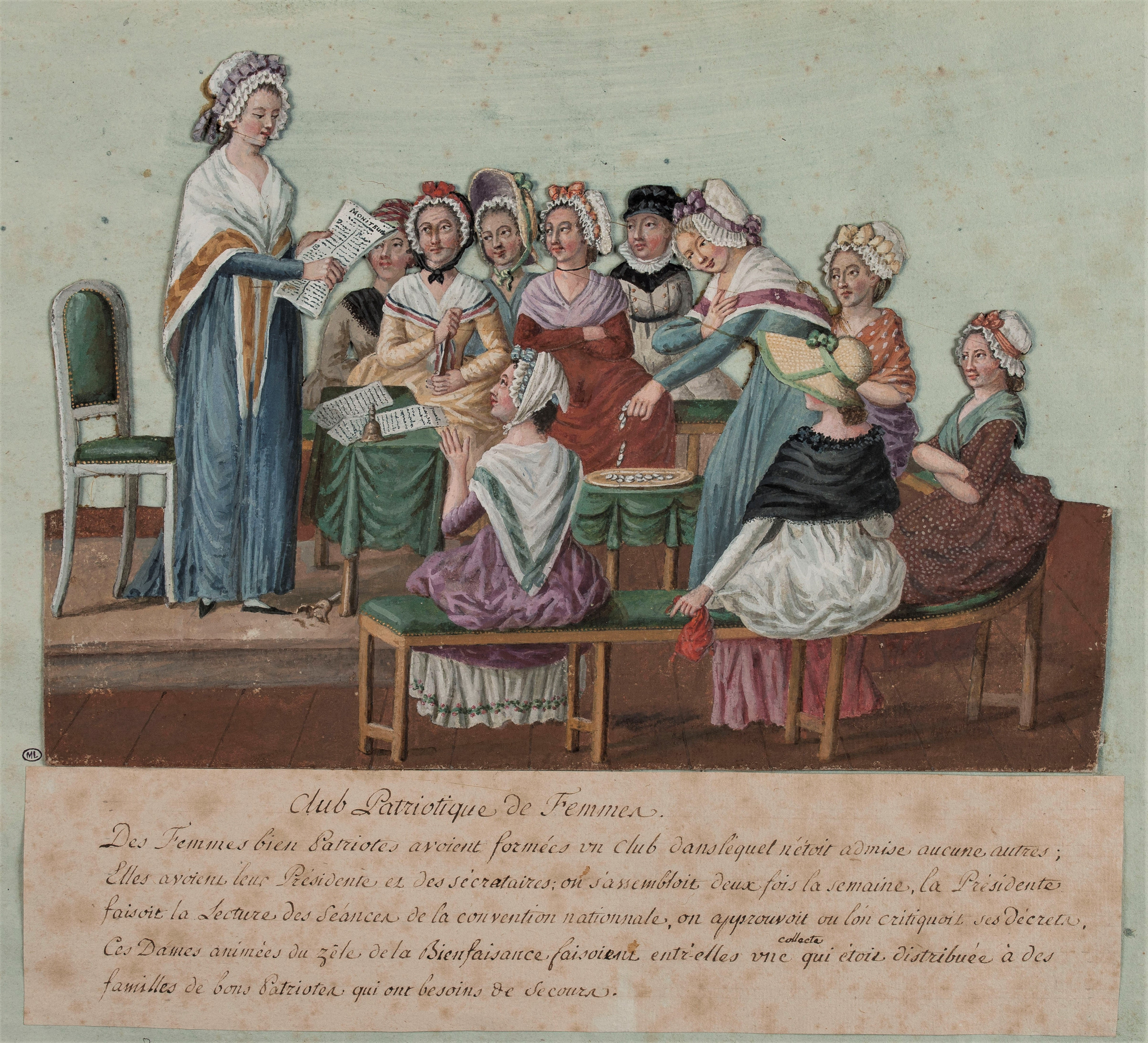
1791年の女性愛国者クラブ（ジャン＝バティスト・ルスュール作、カルナヴァレ博物館所蔵）

革命的共和主義女性協会は、前年、フランス革命に参加したオランダの女権拡張論者エッタ・パルム・デルデールが結成し、短命に終わった「真実の友協会」を除き、パリで初めて結成された女性クラブ（結社）であった。後にラコンブと別れたルクレールが結婚したチョコレート工場労働者ポーリーン・レオンは、当初からラコンブとともに協会を牽引した。「協会規約」には、会長は月ごとの持ち回りとあり、ラコンブ、レオンのほか、協会の文書には代表としてルーソー、ポトー、モニエ、デュブルイユといった名前があるが、詳細は不明である。アンラジェの指導者はルクレールのほか、ジャック・ルー、ジャン＝フランソワ・ヴァルレも革命的共和主義女性協会を支持し、演壇に立った。上記の「共和国の敵」とは「ジロンド派」のことであり、最初にジャコバン派に代表団を派遣したときには、18歳から55歳の女性愛国者が武装し、ヴァンデ反乱軍に対する軍隊を結成することを提案したのみであったが、この後、コルドリエ・クラブの代表団とともに国民公会に対して、「疑わしい人物」の即時逮捕、全県・パリ全地区における革命裁判所の設置、ジャック・ピエール・ブリッソー、ピエール・ヴェルニヨ、アルマン・ジェンソネ、フランソワ・ビュゾー、シャルル・バルバルーらの糾弾、各都市における革命軍の結成、パリ軍の増員、相場師・買い占め人に対する厳罰を求める請願書を提出した。5月31日にはパリ自治市会に代表を派遣し、革命委員会への参加を求めた。48地区の代表によって構成される革命委員会は結社（クラブ）ではないために参加は認められないとされたが、会議への参加は許可された。
革命的共和主義女性協会は、1793年5月31日から6月2日にかけてアンラジェの指導者らを中心とする反ジロンド派の蜂起 (Journées du 31 mai et du 2 juin 1793) において重要な役割を果たした。ヴァルレはすでにシャルル・フランソワ・デュムーリエが敵と内通し、国民公会打倒を企てたことを知ったときに革命中央委員会を設置し、ジャック・ルーはパリ革命委員会の総会を呼びかけ、自治市会と検察官ピエール＝ガスパール・ショーメットの支持を取り付けていた。5月31日、革命中央委員会が蜂起を呼びかけ、テュイルリー宮殿襲撃に匹敵する事態となった。ブリッソー、ジェンソネ、ビュゾー、ヴェルニヨ、バルバルー、ペティヨンらジロンド派の議員29人が次々と逮捕された。革命的共和主義女性協会におけるラコンブの影響力が強まったのはこの頃からである。彼女は8月26日の国民公会で、恐怖政治の手段、とりわけ反革命容疑者の逮捕を要求する協会の請願書を読み上げ、革命裁判所の増設を訴えた。協会内でラコンブとポーリーヌ・レオンの影響力が強まると、協会自体がアンラジェ系の極左組織と見なされ、その政治思想と女性のみによる結社であるという理由で9月に訴えられ、ジャコバン穏健派から批判を受けるようになった。
アンラジェの他の指導者も同様で、マクシミリアン・ロベスピエールが率いる山岳派との対立により、ジャック・ルーが反革命容疑者とされ、9月に逮捕された。ラコンブはルーを助けるために、革命的共和主義女性協会会長として国民公会に逮捕者名簿の点検を申し入れたが、このためにますます国民公会の反感を買うことになり、協会内部でも対立が生じた。協会に対する攻撃の標的はもっぱらラコンブで、ジャコバン穏健派からの「革命政権を崩壊させようとしている」といった非難のほか、『ガゼット・ド・フランス』では「貴族好み、酒好き、男好き、ポーリーヌ・レオンの夫ルクレールの愛人」などと書き立てられた。このような誹謗中傷は、女性結社そのものに対する批判につながり、検察官ショーメットは家庭が女性の「聖域」である以上、家事・育児が「女の仕事」であり、これは創造主が定めたことであると主張し、保安委員会のジャン＝ピエール・アンドレ・アマールは「しとやかであるべき女性が公衆の面前で演説したり、男たちと闘争することは許されることであろうか。概して女は高尚なことを考えたり、真剣に物事を考える能力に欠けている。したがって、われわれは、女は政治に口出しすべきではないと考える」と訴えた。ラコンブはこれらすべてに抗議し、反駁し続けた。ルーもまた、革命的共和主義女性協会を「自由の砦」、「革命の守り手」、「圧政者にとっての脅威」として称え続けた（ルーは、1794年2月10日、喉を突き刺して自殺した）。
1793年10月28日にはサン・キュロットに抗議するレ・サン・ジノサン市場の女性たちから攻撃を受けた。国民公会が、革命的共和主義女性協会の提案を受けて三色の記章の着用を義務付けたため、フランスの象徴であるフリジア帽（赤い三角帽）を被って市場を訪れた協会員を女性たちが打ちのめし、三色の記章やフリジア帽を引き裂いた。
1793年10月30日、国民公会は女性による結社を禁止し、革命的共和主義女性協会は非合法とされた。ラコンブは政治活動から身を引き、生計を立てるために再び女優としてダンケルク劇団に参加するつもりでいたが、1794年4月2日、コルドリエ・クラブに対する弾圧の一環として、協会員2人とともに逮捕された。ラコンブは15か月間収監された。ポール・リーブル監獄、プレシ監獄、サント・ペラジ監獄とたらい回しにされたが、リュクサンブール監獄ではロベスピエールの事実上の妻エレオノール・デュプレ、山岳派のフィリップ＝フランソワ＝ジョゼフ・ル・バの妻エリザベート・ル・バと一緒であった。ポーリーヌ・レオンとルクレールもいた。ラコンブは監獄の役人と交渉して囚人の世話役を務め、ろうそくなどの必需品を調達した。
出獄後は1798年6月にパリで男優と一緒に暮らし、家賃すら滞りがちな生活であったことがわかっているが、以後の消息は不明である。

## 演説原稿
- Discours prononcé à la barre de l'Assemblée nationale, par Madame Lacombe, le 25 juillet 1792, l'an 4e de la liberté, Assemblée nationale législative (1791-1792), 1792 (p. 1-3).

## 参考資料
- Léopold Lacour, Les origines du féminisme contemporain : Olympe de Gouges, Théroigne de Méricourt, Rose Lacombe, Paris, Plon, Nourrit et Cie, 1900.
- Christine Bard, Sylvie Chaperon, Dictionnaire des féministes : France, xviiie-xxie siècle, Presses universitaires de France, 2017.
- ガリーナ・セレブリャコワ著『フランス革命期の女たち』西本昭治訳、岩波新書、1973年。